# Victorwithius rufeolus
Espèce
Synonymes
- Parawithius rufeolus Beier, 1959

Victorwithius rufeolus est une espèce de pseudoscorpions de la famille des Withiidae.

## Distribution
Cette espèce se rencontre en Équateur et au Mexique.

## Publication originale
- Beier, 1959 : Zur Kenntnis der Pseudoscorpioniden-Fauna des Andengebietes. Beiträge zur Neotropischen Fauna, vol. 1, p. 185-228.